# جويس ميتشيل كوك
جويس ميتشيل كوك (بالإنجليزية: Joyce Mitchell Cook)‏ هي أكاديمية وفيلسوفة أمريكية، ولدت في 28 أكتوبر 1933 في شارون في الولايات المتحدة، وتوفيت في 6 يونيو 2014.